# Vanessa Marcil
Vanessa Marcil, ursprungligen Sally Vanessa Ortiz, född 15 oktober 1968 i Indio, Kalifornien, är en amerikansk skådespelare.
Hon mest känd i rollen som Gina Kincaid i Beverly Hills och Brenda Barrett i General Hospital.  Hon har även en betydande roll i filmen The Rock (1996) som blivande fru (Carla) till agent Standley Goodspeed, spelad av Nicolas Cage. Marcil är även med i serien Las Vegas som Samantha Marquez. 
Marcil har sonen Kassius Lijah Marcil-Green (född 30 mars 2002) tillsammans med Brian Austin Green från Beverly Hills. Den 11 juli 2010 gifte sig Marcil med skådespelaren Carmine Giovinazzo. De skilde sig i mars 2013.